# Thomaes formel
Inom matematiken är Thomaes formel en formel introducerad av Thomae (1870) som relaterar thetakonstanter till grenpunkter av en hyperelliptisk kurva (Mumford 1984, section 8).

### Allmänna källor
- Mumford, David (1984), Tata lectures on theta. II, Progress in Mathematics, "43", Boston, MA: Birkhäuser Boston, ISBN 978-0-8176-3110-9